# Лійві
Лі́йві (ест. Liivi küla) — село в Естонії, у волості Ляене-Ніґула повіту Ляенемаа.

## Населення
Чисельність населення на 31 грудня 2011 року становила 123 особи.

## Географія
Територію села тече річка Лійві (Liivi jõgi).
Через населений пункт проходить автошлях 16136 (Таебла — Кулламаа). Від села починаються дороги 16158 (Каасіку — Лійві) та 16163 (Лійві — Юдрума).

## Історія
До 21 жовтня 2017 року село входило до складу волості Кулламаа.

## Історичні пам'ятки
- Садиба Лійві (Liivi mõis)

## Пам'ятки природи
- Парк у садибі Лійві (Liivi mõisa park)[3]